# Coppa del Mondo di cricket 1999
La Coppa del Mondo di cricket 1999 fu la settima edizione del torneo mondiale di cricket. Fu disputata dal 14 maggio al 20 giugno 1999 e fu organizzata principalmente dall'Inghilterra, tuttavia alcune partite si disputarono in Irlanda, Scozia, Galles e Paesi Bassi. Al torneo presero parte 12 squadre, come nella precedente edizione.

## Partecipanti
I nove full members dell'International Cricket Council sono stati qualificati d'ufficio. Le altre tre squadre sono le prime tre classificate dell'ICC Trophy 1997 (nell'ordine Bangladesh, Kenya e Scozia).

### Gruppo A
- Zimbabwe
- India
- Inghilterra
- Sri Lanka
- Sudafrica
- Kenya

### Gruppo B
- Nuova Zelanda
- Australia
- Indie Occidentali
- Pakistan
- Bangladesh
- Scozia

## Formula
La formula del torneo subì nuovamente delle modifiche rispetto a quella del precedente torneo. Le squadre partecipanti vennero divise in due gironi all'italiana da 6 squadre ciascuno con partite di sola andata, al termine di tutte le partite del girone le prime tre squadre si qualificavano ad un nuovo girone all'italiana, anche questo con partite di sola andata, detto Super Six. Il regolamento del Super Six è abbastanza complesso poiché le squadre fronteggiano solo le avversarie provenienti dall'altro girone, portandosi dietro i risultati ottenuti contro le compagne di girone (Points Carried Forward, o anche PCF). Le prime quattro classificate del Super Six approdavano alle semifinali incrociate (la prima con la quarta e la seconda con la terza), le vincenti delle semifinali si giocavano la finalissima.

## Cronaca del torneo
Il torneo fu caratterizzato da diverse sorprese.
Nel gruppo A si è verificata l'inaspettata eliminazione dei padroni di casa dell'Inghilterra e dello Sri Lanka ad opera dello Zimbabwe, così come nel gruppo B il primo posto del girone fu occupato dal Pakistan che, sebbene tra le favorite, riuscì ad imporsi sulle più quotate selezioni di Australia e Sudafrica.
Nel Super Six iniziò ad emergere lo strapotere della selezione australiana che vinse tutti i tre incontri, rimontando fino al secondo posto della classifica, subito dietro il Pakistan.
La prima semifinale vide una combattuta vittoria del Pakistan sulla Nuova Zelanda; ma a fare notizia fu la seconda semifinale fra Australia e Sudafrica. La partita si concluse con un clamoroso tie (pareggio perfetto, evento raro nel cricket in forma One Day International), il primo della storia della Coppa del mondo. In precedenza in altri tornei in caso di tie era stata dichiarata vincitrice la squadra che aveva perso il minor numero di wicket, tuttavia in questo caso entrambe le squadre terminarono all out pertanto non essendo previsti altri sistemi di spareggio e non potendo per motivi organizzativi ripetere la partita venne deciso il passaggio del turno della squadra australiana, poiché aveva vinto la precedente partita nel Super Six. La finale non ebbe storia poiché gli Aussies riuscirono ad esprimere a pieno il loro enorme potenziale eliminando l'intera formazione pakistana in 39 overs con appena 132 runs concesse. In battuta la selezione australiana raggiunse il target in appena 20.1 overs conquistando il titolo mondiale.

## Fase a gironi

### Gruppo A

#### Partite
| Data           | Luogo                                                     | In battuta (nel I innings)         | Al lancio (nel I innings)            | Risultato               |
| -------------- | --------------------------------------------------------- | ---------------------------------- | ------------------------------------ | ----------------------- |
| 14 maggio 1999 | Lord's Cricket Ground Londra, Inghilterra                 | Sri Lanka 204/all out (48.4 overs) | Inghilterra 207/2 (46.5 overs)       | ENG vince di 8 wickets  |
| 15 maggio 1999 | Hove Stadium Brighton, Inghilterra                        | India 253/5 (50 overs)             | Sudafrica 254/6 (47.2 overs)         | RSA vince di 4 wickets  |
| 15 maggio 1999 | County Cricket Ground, Taunton Taunton, Inghilterra       | Kenya 229/7 (50 overs)             | Zimbabwe 231/5 (41 overs)            | ZIM vince di 5 wickets  |
| 18 maggio 1999 | St Lawrence Ground Canterbury, Inghilterra                | Kenya 203/all out (49.4 overs)     | Inghilterra 204/1 (39 overs)         | ENG vince di 9 wickets  |
| 19 maggio 1999 | Grace Road Leicester, Inghilterra                         | Zimbabwe 252/9 (50 overs)          | India 249/all out (45 overs)         | ZIM vince di 3 runs     |
| 19 maggio 1999 | Northampton Stadium Northampton, Inghilterra              | Sudafrica 199/9 (50 overs)         | Sri Lanka 110/all out (35.2 overs)   | RSA vince di 89 runs    |
| 22 maggio 1999 | The Oval Londra, Inghilterra                              | Sudafrica 225/7 (50 overs)         | Inghilterra 103/all out (41 overs)   | RSA vince di 122 runs   |
| 22 maggio 1999 | New Road Worcester, Inghilterra                           | Zimbabwe 197/9 (50 overs)          | Sri Lanka 198/6 (46 overs)           | SRI vince di 4 wickets  |
| 23 maggio 1999 | County Cricket Ground, Bristol Bristol, Inghilterra       | India 329/2 (50 overs)             | Kenya 235/7 (50 overs)               | IND vince di 94 wickets |
| 25 maggio 1999 | Trent Bridge Nottingham, Inghilterra                      | Zimbabwe 167/8 (50 overs)          | Inghilterra 168/3 (38.3 overs)       | ENG vince di 7 wickets  |
| 26 maggio 1999 | VRA Cricket Ground Amstelveen, Paesi Bassi                | Kenya 152/all out (44.3 overs)     | Sudafrica 153/3 (41 overs)           | RSA vince di 7 wickets  |
| 26 maggio 1999 | County Cricket Ground, Taunton Taunton, Inghilterra       | India 373/6 (50 overs)             | Sri Lanka 216/all out (42.3 overs)   | IND vince di 157 runs   |
| 29 maggio 1999 | Edgbaston Cricket Ground Birmingham, Inghilterra          | India 232/8 (50 overs)             | Inghilterra 169/all out (45.2 overs) | IND vince di 63 runs    |
| 29 maggio 1999 | County Cricket Ground, Chelmsford Chelmsford, Inghilterra | Zimbabwe 233/6 (50 overs)          | Sudafrica 185/all out (47.2 overs)   | ZIM vince di 48 runs    |
| 30 maggio 1999 | County Ground, Southampton Southampton, Inghilterra       | Sri Lanka 275/8 (50 overs)         | Kenya 230/6 (50 overs)               | SRI vince di 45 runs    |

#### Classifica
| Team        | Pts | Pld | W | L | NR | T | NRR   | PCF |
| ----------- | --- | --- | - | - | -- | - | ----- | --- |
| Sudafrica   | 8   | 5   | 4 | 1 | 0  | 0 | 0.86  | 2   |
| India       | 6   | 5   | 3 | 2 | 0  | 0 | 1.28  | 0   |
| Zimbabwe    | 6   | 5   | 3 | 2 | 0  | 0 | 0.02  | 4   |
| Inghilterra | 6   | 5   | 3 | 2 | 0  | 0 | −0.33 | N/A |
| Sri Lanka   | 4   | 5   | 2 | 3 | 0  | 0 | −0.81 | N/A |
| Kenya       | 0   | 5   | 0 | 5 | 0  | 0 | −1.20 | N/A |

### Gruppo B

#### Partite
| Data           | Luogo                                                      | In battuta (nel I innings)                 | Al lancio (nel I innings)                  | Risultato              |
| -------------- | ---------------------------------------------------------- | ------------------------------------------ | ------------------------------------------ | ---------------------- |
| 16 maggio 1999 | New Road Worcester, Inghilterra                            | Scozia 181/7 (50 overs)                    | Australia 182/4 (44.5 overs)               | AUS vince di 6 wickets |
| 16 maggio 1999 | County Cricket Ground, Bristol Bristol, Inghilterra        | Pakistan 229/8 (50 overs)                  | Indie Occidentali 202/all out (48.5 overs) | PAK vince di 27 runs   |
| 17 maggio 1999 | County Cricket Ground, Chelmsford Chelmsford, Inghilterra  | Bangladesh 116/all out (37.4 overs)        | Nuova Zelanda 117/4 (33 overs)             | NZL vince di 6 wickets |
| 20 maggio 1999 | Sophia Gardens Cardiff, Galles                             | Australia 213/8 (50 overs)                 | Nuova Zelanda 214/5 (45.2 overs)           | NZL vince di 5 wickets |
| 20 maggio 1999 | Riverside Ground Chester-le-Street, Inghilterra            | Pakistan 261/6 (50 overs)                  | Scozia 167/all out (38.5 overs)            | PAK vince di 94 runs   |
| 21 maggio 1999 | Castle Avenue Dublino, Irlanda                             | Bangladesh 182/all out (49.2 overs)        | Indie Occidentali 183/3 (46.3 overs)       | WIN vince di 7 wickets |
| 23 maggio 1999 | Headingley Cricket Ground Leeds, Inghilterra               | Pakistan 275/8 (50 overs)                  | Australia 265/all out (49.5 overs)         | PAK vince di 10 runs   |
| 24 maggio 1999 | Raeburn Place Edimburgo, Scozia                            | Bangladesh 189/5 (50 overs)                | Scozia 163/all out (46.2 overs)            | BAN vince di 22 runs   |
| 24 maggio 1999 | County Ground, Southampton Southampton, Inghilterra        | Nuova Zelanda 156/all out (48.1 overs)     | Indie Occidentali 158/3 (44.2 overs)       | WIN vince di 7 wickets |
| 27 maggio 1999 | Riverside Ground Chester-le-Street, Inghilterra            | Bangladesh 178/7 (50 overs)                | Australia 181/3 (19.5 overs)               | AUS vince di 7 wickets |
| 27 maggio 1999 | Grace Road Leicester, Inghilterra                          | Scozia 68/all out (31.3 overs)             | Indie Occidentali 70/2 (10.1 overs)        | WIN vince di 8 wickets |
| 28 maggio 1999 | County Cricket Ground, Derby Derby, Inghilterra            | Pakistan 269/8 (50 overs)                  | Nuova Zelanda 207/8 (50 overs)             | PAK vince di 62 runs   |
| 30 maggio 1999 | Old Trafford Cricket Ground Manchester, Inghilterra        | Indie Occidentali 110/all out (46.4 overs) | Australia 111/4 (40.4 overs)               | AUS vince di 6 wickets |
| 31 maggio 1999 | County Cricket Ground Northampton Northampton, Inghilterra | Bangladesh 223/9 (50 overs)                | Pakistan 161/all out (44.3 overs)          | BAN vince di 62 runs   |
| 31 maggio 1999 | Raeburn Place Edimburgo, Scozia                            | Scozia 121/all out (42.1 overs)            | Nuova Zelanda 123/4 (17.5 overs)           | NZL vince di 6 wickets |

#### Classifica
| Team              | Pts | Pld | W | L | NR | T | NRR   | PCF |
| ----------------- | --- | --- | - | - | -- | - | ----- | --- |
| Pakistan          | 8   | 5   | 4 | 1 | 0  | 0 | 0.51  | 4   |
| Australia         | 6   | 5   | 3 | 2 | 0  | 0 | 0.73  | 0   |
| Nuova Zelanda     | 6   | 5   | 3 | 2 | 0  | 0 | 0.58  | 2   |
| Indie Occidentali | 6   | 5   | 3 | 2 | 0  | 0 | 0.50  | N/A |
| Bangladesh        | 4   | 5   | 2 | 3 | 0  | 0 | −0.52 | N/A |
| Scozia            | 0   | 5   | 0 | 5 | 0  | 0 | −1.93 | N/A |

## Super Six
Le squadre fronteggiano solo le avversarie provenienti dall'altro girone, portandosi dietro i risultati ottenuti contro le compagne di girone (Points Carried Forward, o anche PCF).

### Partite
| Data           | Luogo                                               | In battuta (nel I innings)        | Al lancio (nel I innings)         | Risultato                                                      |
| -------------- | --------------------------------------------------- | --------------------------------- | --------------------------------- | -------------------------------------------------------------- |
| 4 giugno 1999  | The Oval Londra, Inghilterra                        | Australia 282/6 (50 overs)        | India 205/all out (48.2 overs)    | AUS vince di 77 runs                                           |
| 5 giugno 1999  | Trent Bridge Nottingham, Inghilterra                | Pakistan 220/7 (50 overs)         | Sudafrica 221/7 (49 overs)        | RSA vince di 3 wickets                                         |
| 6 giugno 1999  | Headingley Cricket Ground Leeds, Inghilterra        | Zimbabwe 175/all out (49.3 overs) | Nuova Zelanda 70/3 (15 overs)     | PARTITA ANNULLATA Partita interrotta per pioggia e non ripresa |
| 8 giugno 1999  | Old Trafford Cricket Ground Manchester, Inghilterra | India 227/6 (50 overs)            | Pakistan 180/all out (45.3 overs) | IND vince di 47 runs                                           |
| 9 giugno 1999  | Lord's Cricket Ground Londra, Inghilterra           | Australia 303/4 (50 overs)        | Zimbabwe 259/6 (50 overs)         | AUS vince di 44 runs                                           |
| 10 giugno 1999 | Edgbaston Cricket Ground Birmingham, Inghilterra    | Sudafrica 287/5 (50 overs)        | Nuova Zelanda 213/8 (50 overs)    | RSA vince di 74 runs                                           |
| 11 giugno 1999 | The Oval Londra, Inghilterra                        | Pakistan 271/9 (50 overs)         | Zimbabwe 123/all out (40.3 overs) | PAK vince di 148 runs                                          |
| 12 giugno 1999 | Trent Bridge Nottingham, Inghilterra                | India 251/6 (50 overs)            | Nuova Zelanda 253/5 (48.2 overs)  | NZL vince di 5 wickets                                         |
| 13 giugno 1999 | Headingley Cricket Ground Leeds, Inghilterra        | Sudafrica 271/7 (50 overs)        | Australia 272/5 (49.4 overs)      | AUS vince di 5 wickets                                         |

### Classifica
| Team          | Pts | Pld | W | L | NR | T | NRR   | PCF |
| ------------- | --- | --- | - | - | -- | - | ----- | --- |
| Pakistan      | 6   | 5   | 3 | 2 | 0  | 0 | 0.65  | 4   |
| Australia     | 6   | 5   | 3 | 2 | 0  | 0 | 0.36  | 0   |
| Sudafrica     | 6   | 5   | 3 | 2 | 0  | 0 | 0.17  | 2   |
| Nuova Zelanda | 5   | 5   | 2 | 2 | 1  | 0 | −0.52 | 2   |
| Zimbabwe      | 5   | 5   | 2 | 2 | 1  | 0 | −0.79 | 4   |
| India         | 2   | 5   | 1 | 4 | 0  | 0 | −0.15 | 0   |

## Eliminazione diretta
|  | Semifinali              | Semifinali              | Semifinali |           |          | Finale   | Finale | Finale |  |
|  |                         |                         |            |           |          |          |        |        |  |
|  | Nuova Zelanda           | Nuova Zelanda           | 240/7      |           |          |          |        |        |  |
|  | Nuova Zelanda           | Nuova Zelanda           | 240/7      |           |          |          |        |        |  |
|  | Pakistan                | Pakistan                | 242/1      |           |          |          |        |        |  |
|  | Pakistan                | Pakistan                | 242/1      |           | Pakistan | Pakistan | 132/ao |        |  |
|  |                         |                         |            |           | Pakistan | Pakistan | 132/ao |        |  |
|  |                         |                         | Australia  | Australia | 133/2    |          |        |        |  |
|  | Australia (qualificata) | Australia (qualificata) | Australia  | Australia | 133/2    | 213/ao   |        |        |  |
|  | Australia (qualificata) | Australia (qualificata) |            |           |          |          |        |        |  |
|  | Sudafrica               | Sudafrica               | 213/ao     |           |          |          |        |        |  |

### Semifinali
| Data           | Luogo                                               | In battuta (nel I innings)         | Al lancio (nel I innings)          | Risultato                                                                                        |
| -------------- | --------------------------------------------------- | ---------------------------------- | ---------------------------------- | ------------------------------------------------------------------------------------------------ |
| 16 giugno 1999 | Old Trafford Cricket Ground Manchester, Inghilterra | Nuova Zelanda 240/7 (50 overs)     | Pakistan 242/1 (47.3 overs)        | PAK vince di 9 wickets                                                                           |
| 17 giugno 1999 | Edgbaston Cricket Ground Birmingham, Inghilterra    | Australia 213/all out (49.2 overs) | Sudafrica 213/all out (49.4 overs) | PARITA' (AUS dichiarata vincitrice) AUS prosegue per aver vinto lo scontro diretto nel Super Six |

### Finale
| Data           | Luogo                                     | In battuta (nel I innings)      | Al lancio (nel I innings)    | Risultato              |
| -------------- | ----------------------------------------- | ------------------------------- | ---------------------------- | ---------------------- |
| 20 giugno 1999 | Lord's Cricket Ground Londra, Inghilterra | Pakistan 132/all out (39 overs) | Australia 133/2 (20.1 overs) | AUS vince di 8 wickets |

## Statistiche
| Runs | Giocatore      | Squadra   |
| ---- | -------------- | --------- |
| 461  | Rahul Dravid   | India     |
| 398  | Steve Waugh    | Australia |
| 379  | Sourav Ganguly | India     |
| 375  | Mark Waugh     | Australia |
| 368  | Saeed Anwar    | Pakistan  |

| Wickets | Giocatore       | Squadra       |
| ------- | --------------- | ------------- |
| 20      | Shane Warne     | Australia     |
| 20      | Geoff Allott    | Nuova Zelanda |
| 18      | Glenn McGrath   | Australia     |
| 17      | Lance Klusener  | Sudafrica     |
| 17      | Saqlain Mushtaq | Pakistan      |